# 高江淳
高江 淳（たかえ じゅん）は、日本のレーシングドライバー、会社員。沖縄県うるま市出身。沖縄エキサイティングモータースポーツクラブ所属。全日本ジムカーナ選手権において沖縄出身者として初の3連覇を達成。

## 来歴
琉球大学在学中に、友人に誘われジムカーナを始める。その後は沖縄県内の大会に参戦を続けていたが、結婚を機にジムカーナから遠ざかった。
2006年に約7年ぶりにジムカーナへ復帰。車両はホンダ・インテグラ (DC2) を使用する。2010年からは九州選手権へ参戦、初年度でシリーズ3位を獲得した。2012年からは全日本ジムカーナ選手権に参戦。当初は結果を残せずにいたが、2013年の最終戦で4位入賞、2014年は初勝利を挙げシリーズ6位に食い込んだ。2015年も6位、2016・2017年はシリーズ3位の好成績を収めた。
2018年はシリーズ4勝を挙げ、46歳にして沖縄県勢として史上初の全日本ジムカーナ選手権シリーズチャンピオン（SA2クラス）に輝いた。続く2019年、2020年もチャンピオンを獲得し、同クラス3連覇を果たした。
2021年は長年使用してきたDC2型インテグラからZC33S型スイフトスポーツに乗り換え、JG3クラスに参戦。同年は第4戦の2位が最高位でシリーズ5位、2022年はシリーズランキングは7位に終わったものの、スイフトスポーツに乗り換えてから初めて勝利を果たした。

## 人物
- 普段は会社員として働いており、リライアンスエナジー沖縄に勤務している[4]。
- 趣味はお酒と楽器演奏[6]。
- 2006年に競技復帰して以降は、当時下火であった沖縄県内のジムカーナを盛り上げるために、県外の大会の視察や県内大会優勝者の県外大会への派遣制度の復活など、様々な取り組みを行った[2]。また、ジムカーナだけでなく86/BRZレースにも参戦するなど[7]、チャレンジ精神が旺盛な人物である。